# Balcsik
Balcsik (bolgárul Балчик [Balcsik], görögül Κρουνοι [Krounoi] avagy Διονυσοπολις [Dionysopolis], románul Balcic) város Bulgária északkeleti részén, Dél-Dobrudzsa területén, a Fekete-tenger partján. Mai neve gagauz eredetű, s kisvárost jelent. Legfőbb nevezetessége az egykori román királyi nyaraló, hiszen a város kétszer is, 1913 és 1916, valamint 1919 és 1940 között Románia része volt.

## Története
Balcsikot az ókorban alapították a görögök, kereskedelmi kolónia volt. Az Oszmán Birodalom idejében lakói gagauzok, törökök és tatárok voltak. Még a 20. század elején is ők tették ki a lakosság felét. Mára teljesen elbolgárosodott. „Balcsik a bolgár tengerpart legrégebbi településeinek egyike. Szépsége I. Ferdinánd román király feleségét, Mária királynét is megihlette, aki itt építtette fel nyári kastélyát az 1930-as években. Az épület olasz, míg a hozzá tartozó hatalmas kert svájci mérnökök tervei alapján készült.”
1913-tól 1940-ig Romániához tartozott az egész Kvadrilaterrel együtt. Mára Balcsik elsősorban a turizmusból él.

## A fehér város és látnivalói
„Balcsik a legrégibb város, mely a Fekete-tenger partján fekszik, Várnától 45 km északra. A várost gyakran hívják Fehér városnak, elsősorban a házainak köszönhetőn, mivel fehér kőből épültek, és azért is, mert  fehér sziklák között helyezkednek el.”
A fehér város látnivalói:
- A balcsiki királyi palota, mely 1926 és 1937 között épült Mária román királyné számára.
- Az 1955-ben létesített botanikus kert, melyben 2000 különböző növényt találunk 65 000 m² területen.

## Képek

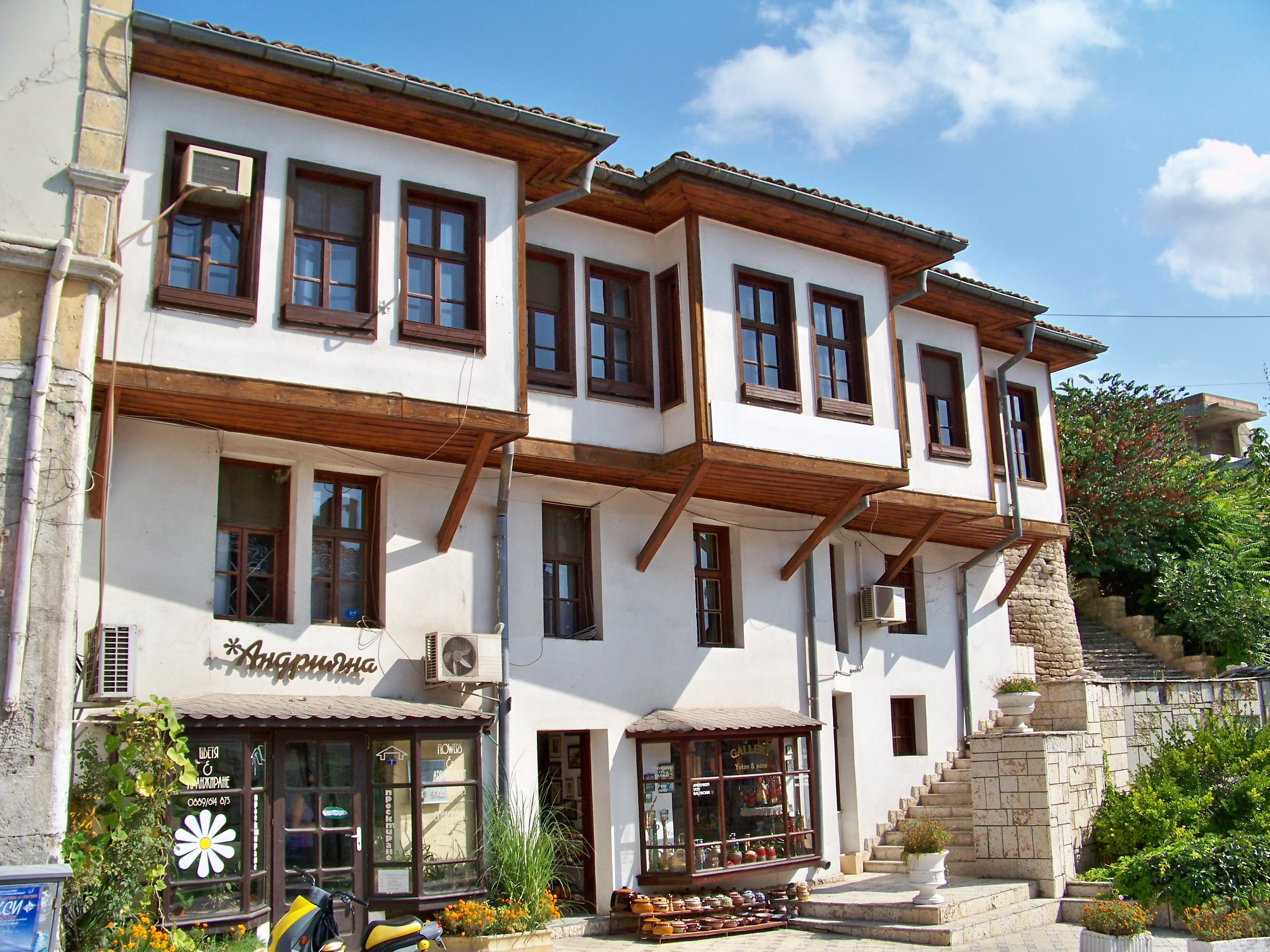
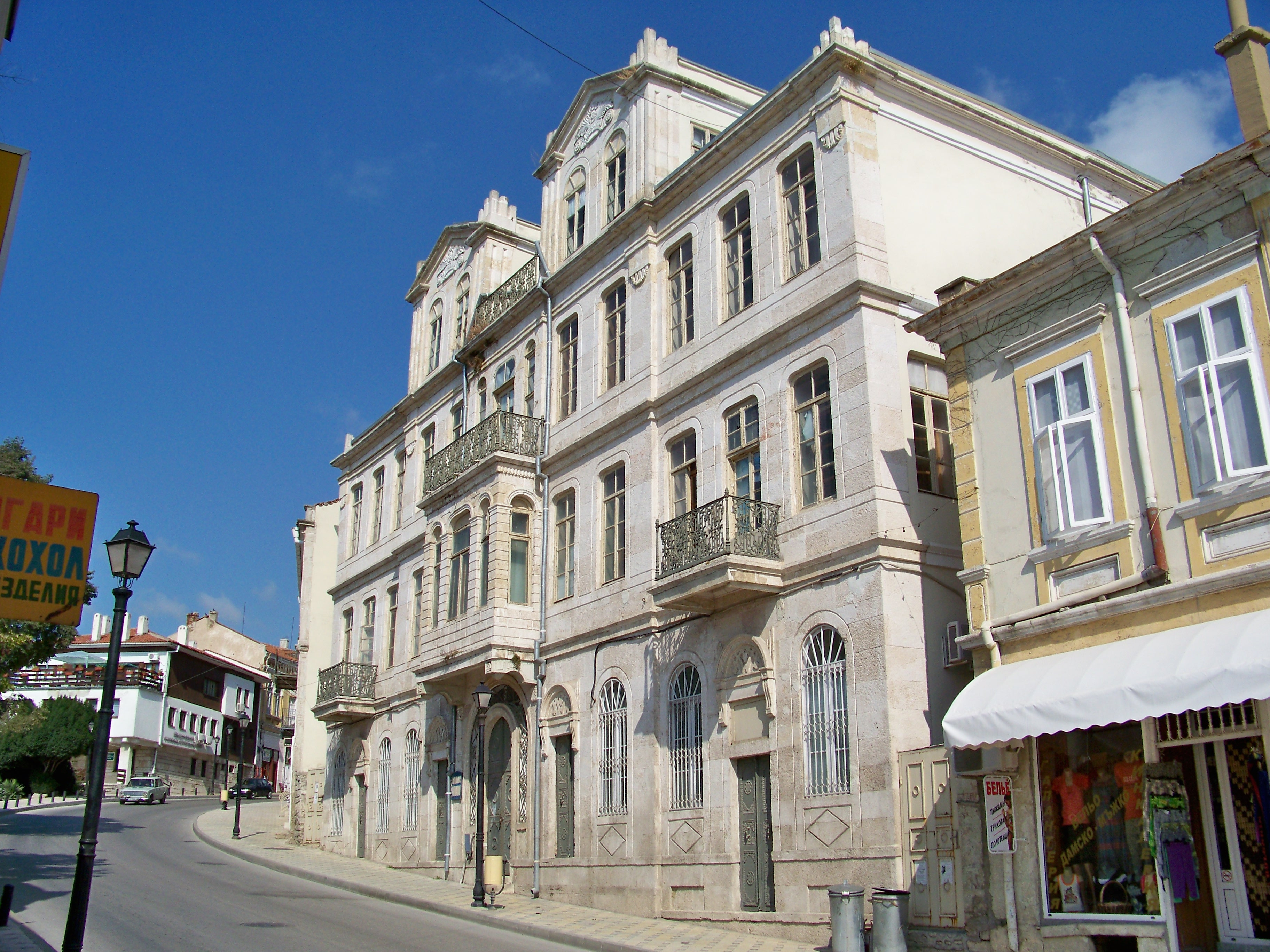
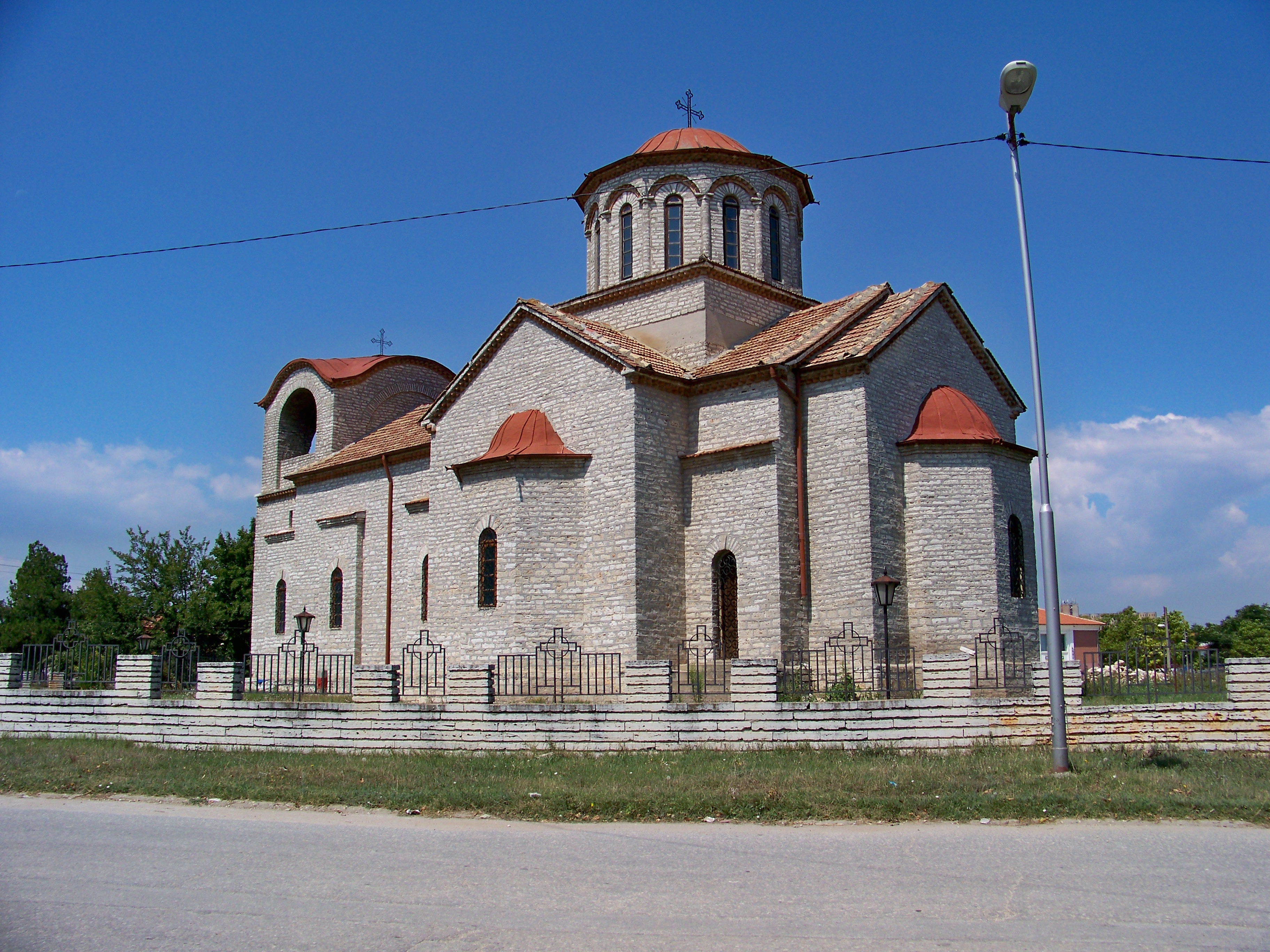
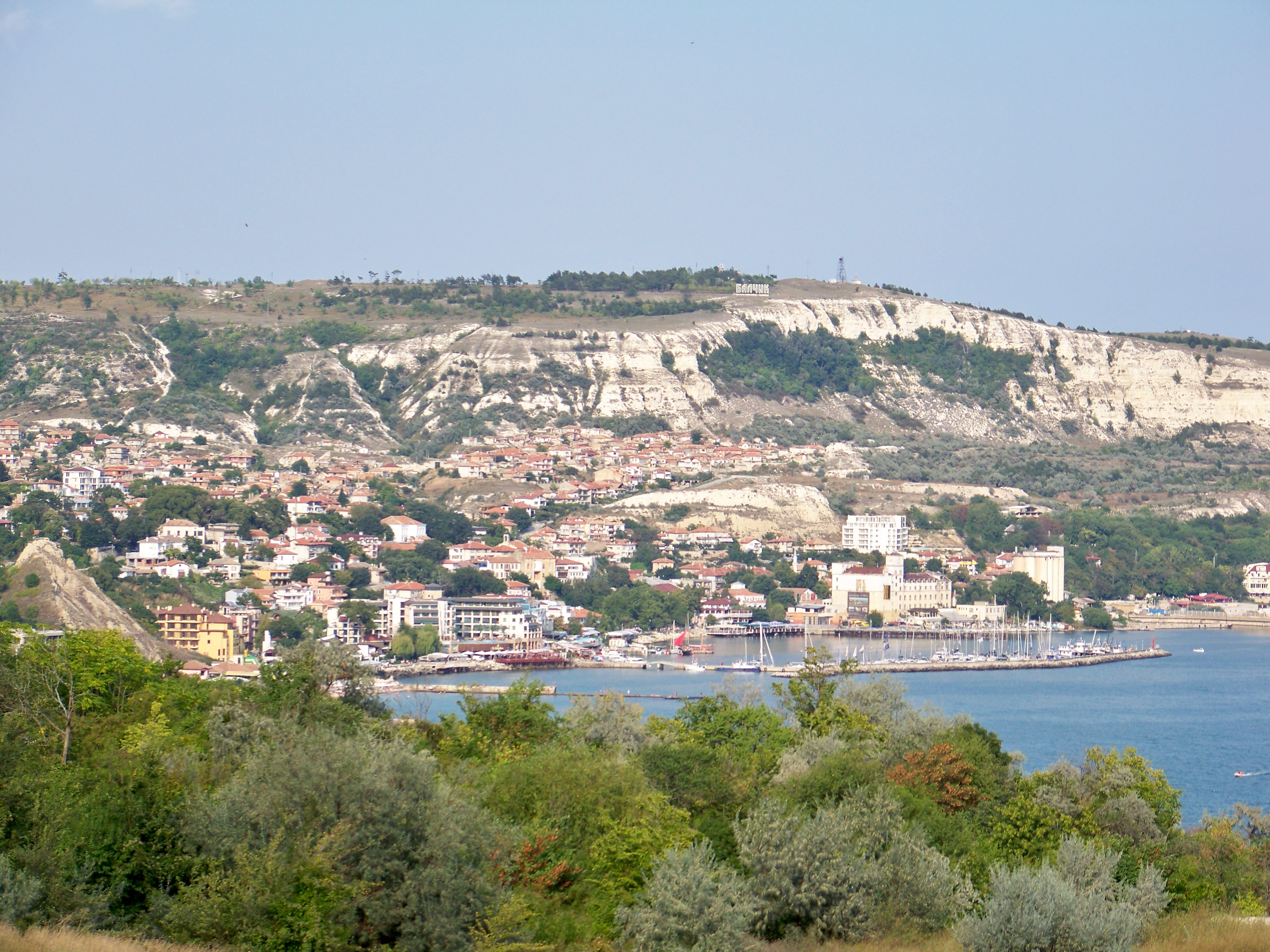
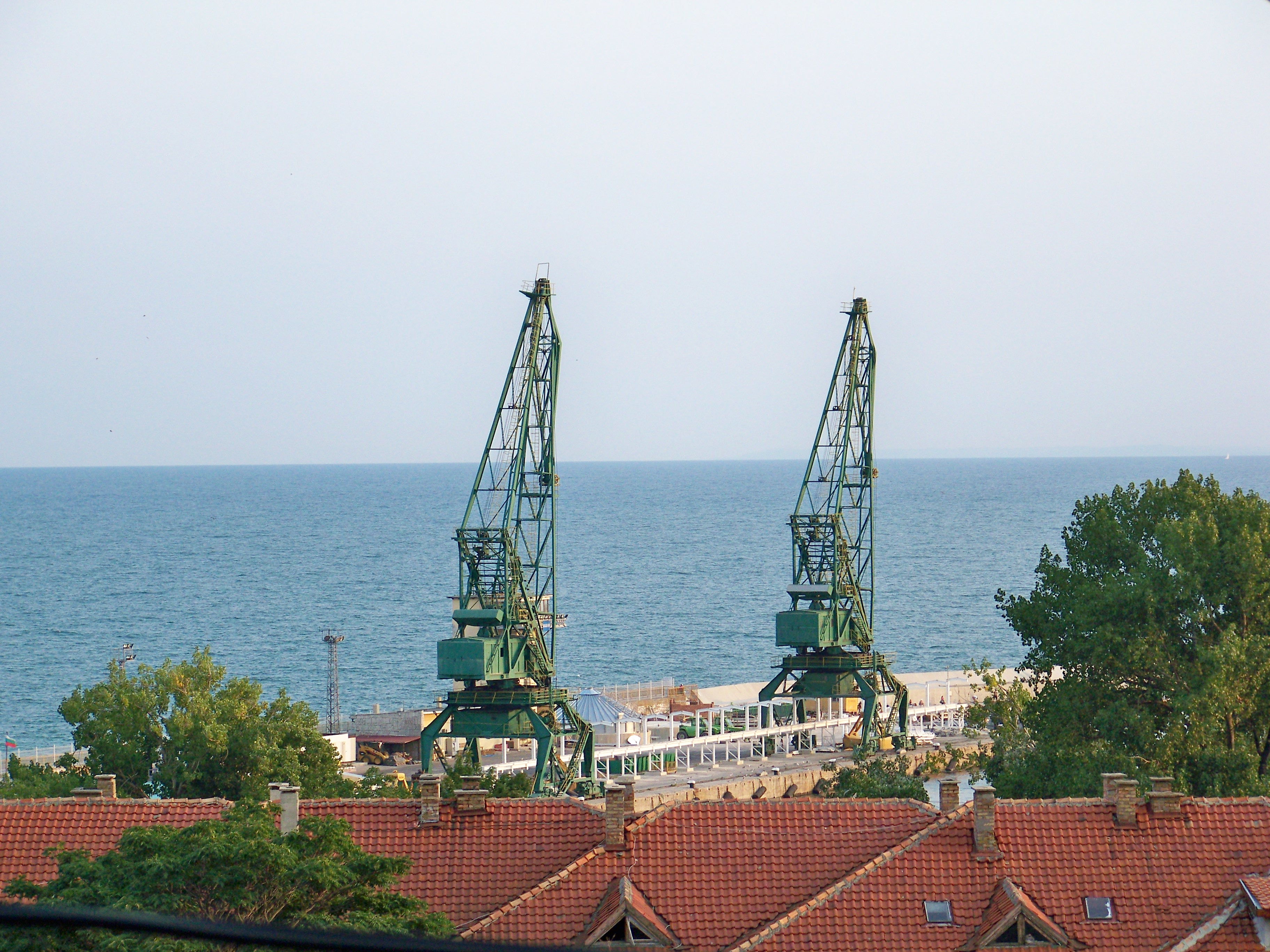
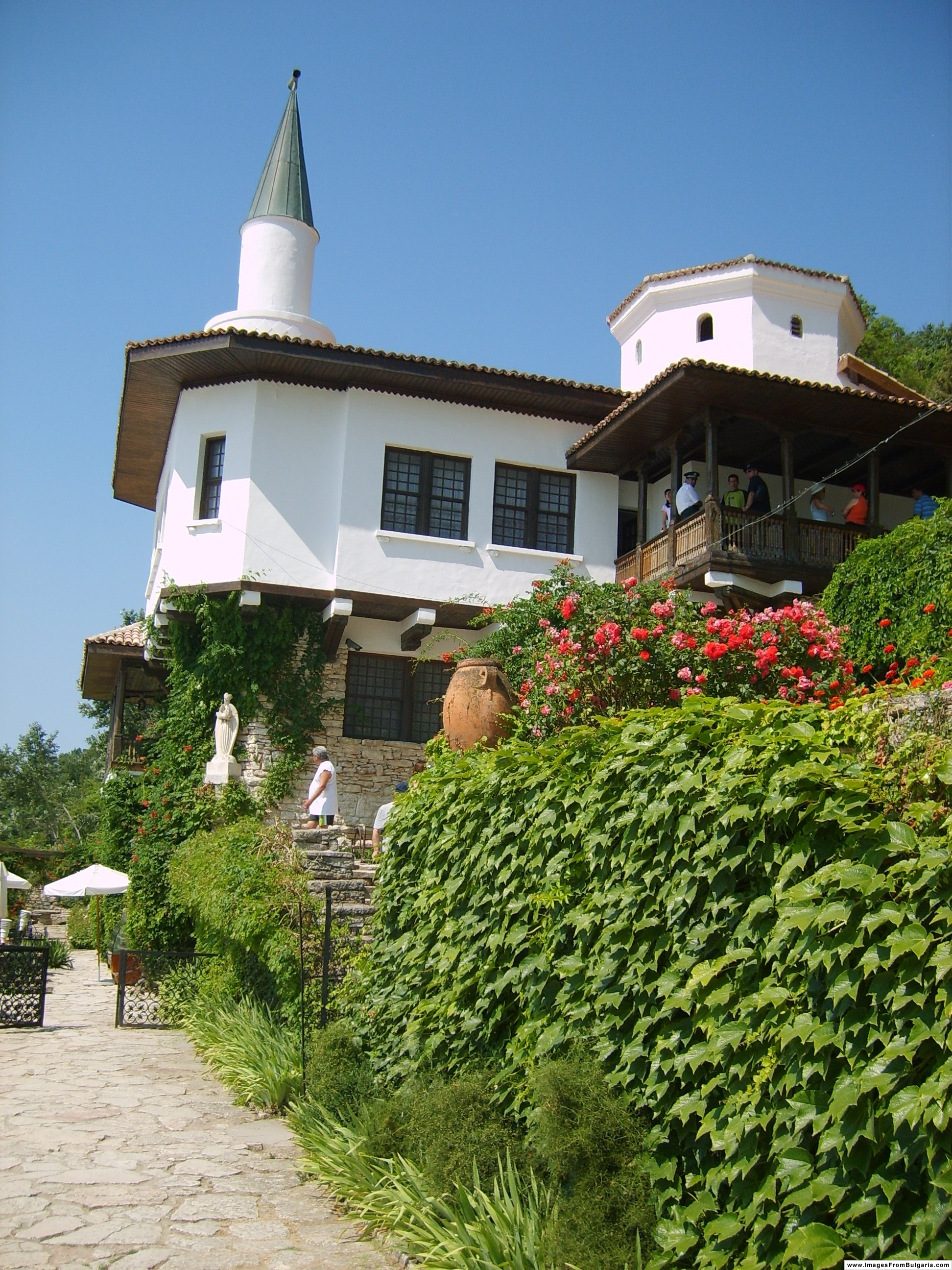
A balcsiki királyi palota mecsetje
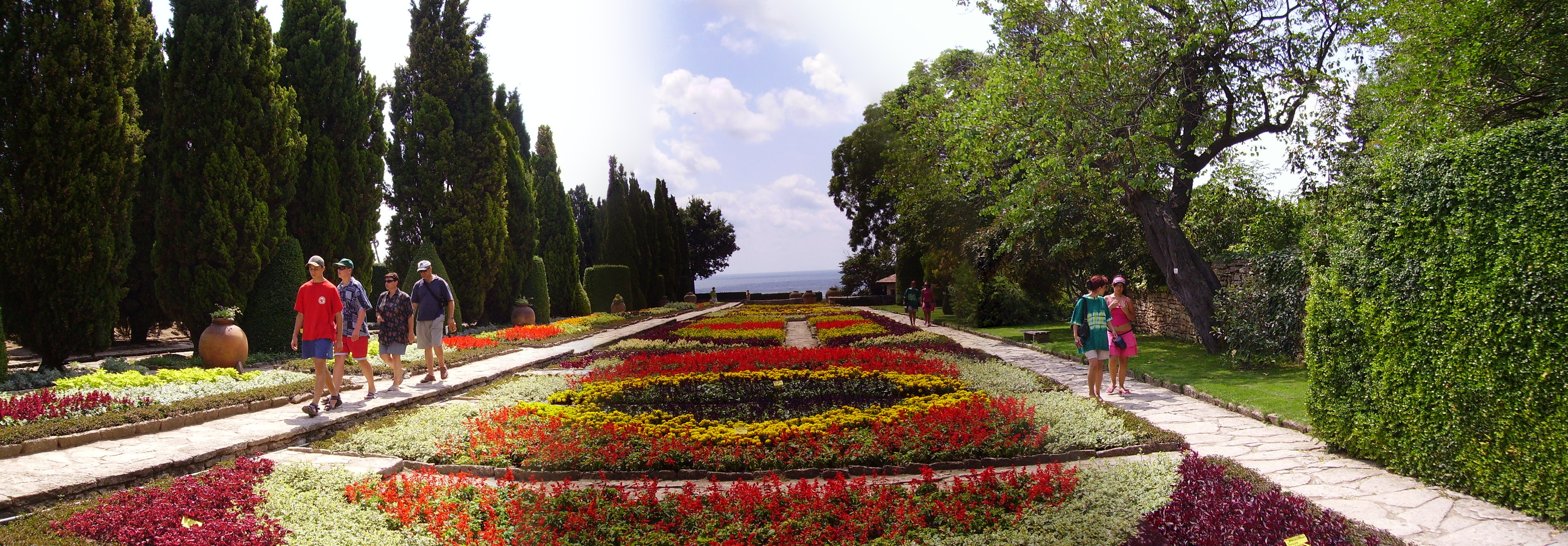
Botanikus kert
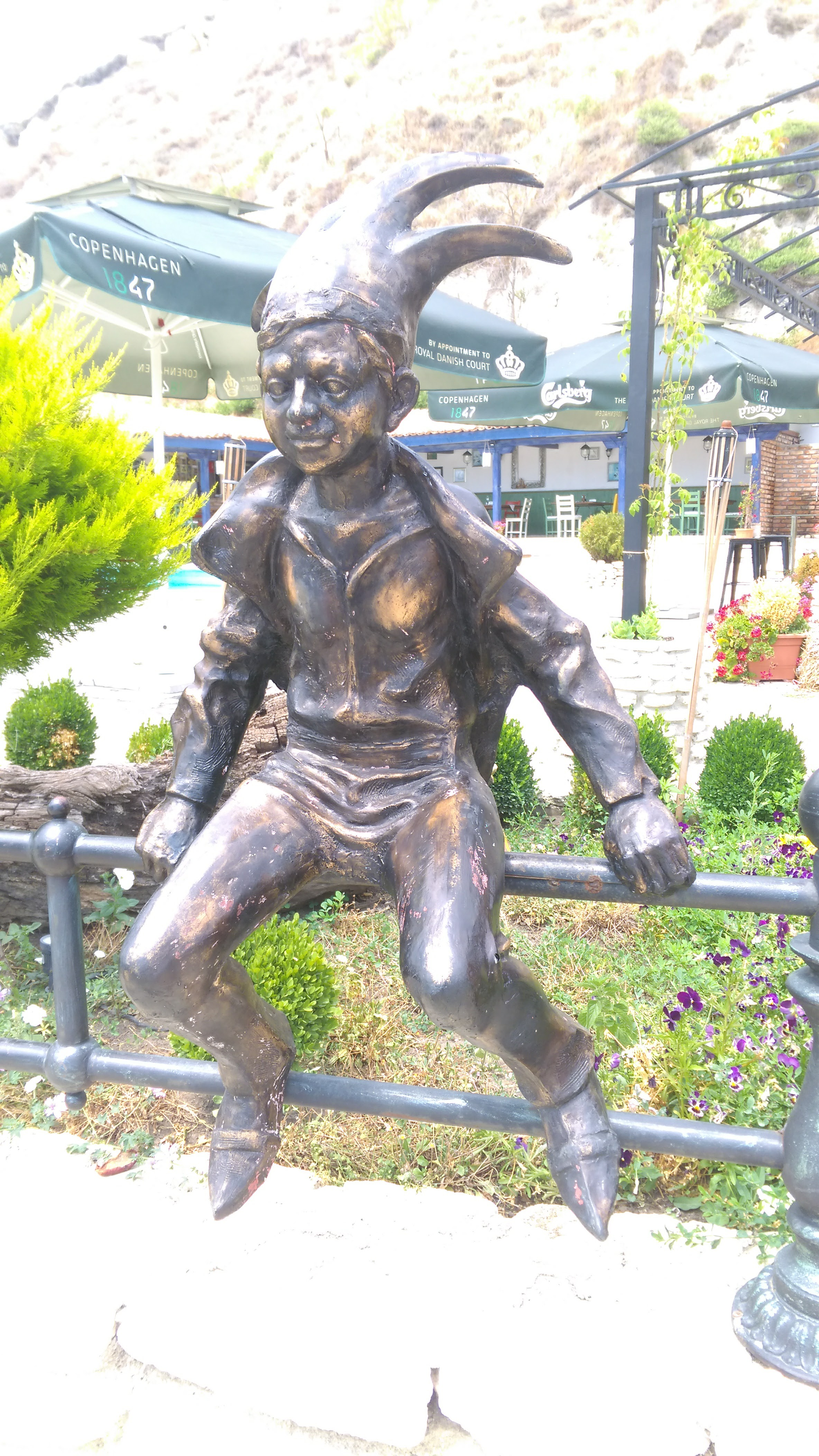
László Marton Kiskirálylány budapesti szobrának másolata